# John L. Sullivan
Pour les articles homonymes, voir John Sullivan et Sullivan.
John Lawrence Sullivan (15 octobre 1858 – 2 février 1918) est considéré comme le premier champion du monde de boxe poids lourds de l’ère moderne.
Né à Roxbury dans le Massachusetts (désormais un quartier de Boston), ce fils d’immigrés irlandais est arrêté plusieurs fois dans sa jeunesse car à cette époque, les combats de boxe sont jugés trop violents par les autorités et donc illégaux. Cela n’empêche pas Sullivan de participer au début des années 1880 à plusieurs exhibitions lucratives à travers les États-Unis.
Ainsi, en 1883 et 1884, il organise avec 5 autres boxeurs une tournée en train de la côte est à la côte ouest au cours de laquelle pas moins de 195 combats sont programmés dans 135 villes différentes et en seulement 235 jours. Pour assurer la promotion, Sullivan annonce qu’il boxera avec comme enjeu 250 dollars n’importe qui et à n’importe quel moment de la journée en appliquant les nouvelles règles du Marquis de Queensberry.

## Sullivan,1erchampion de l'ère moderne
John Sullivan devient véritablement champion le 7 février 1882 en battant Paddy Ryan, considéré a posteriori (faute de fédération nationale) comme le champion des États-Unis. De la même manière, il ne sera reconnu comme 1er champion du monde de boxe poids lourds que bien après sa victoire en France face à Charley Mitchell en 1888 et celle obtenue l’année suivante aux dépens de Jake Kilrain après 75 rounds d’un combat prévu en 80.

## Son combat face à Charley Mitchell
Mitchell, originaire de Birmingham, Angleterre est opposé une première fois à Sullivan en 1883. Ce dernier l’emporte au 3e round non sans être allé à terre au 1er. La revanche a lieu en France en 1888 dans le jardin du château de Chantilly. Les deux boxeurs livrent bataille pendant plus de 2 heures sous une pluie battante sans qu’aucun des deux ne parvienne à faire la différence. Ils sont trempés jusqu’aux os, recouverts de sang et un match nul apparaît comme une évidence. C’est alors que la police débarque et arrête sans ménagement Mitchell (car en France aussi la boxe est alors illégale). Il en sera quitte pour passer plusieurs jours au commissariat. Sullivan réussit pour sa part à s’échapper et à rejoindre Liverpool où il restera quelques semaines pour récupérer de ce combat si éprouvant...
Une fois retiré des rings, Charley Mitchell rejoindra l’équipe de Sullivan en tant qu’homme de coin et le conseillera sur les tactiques à appliquer.

## Son combat face à Jake Kilrain

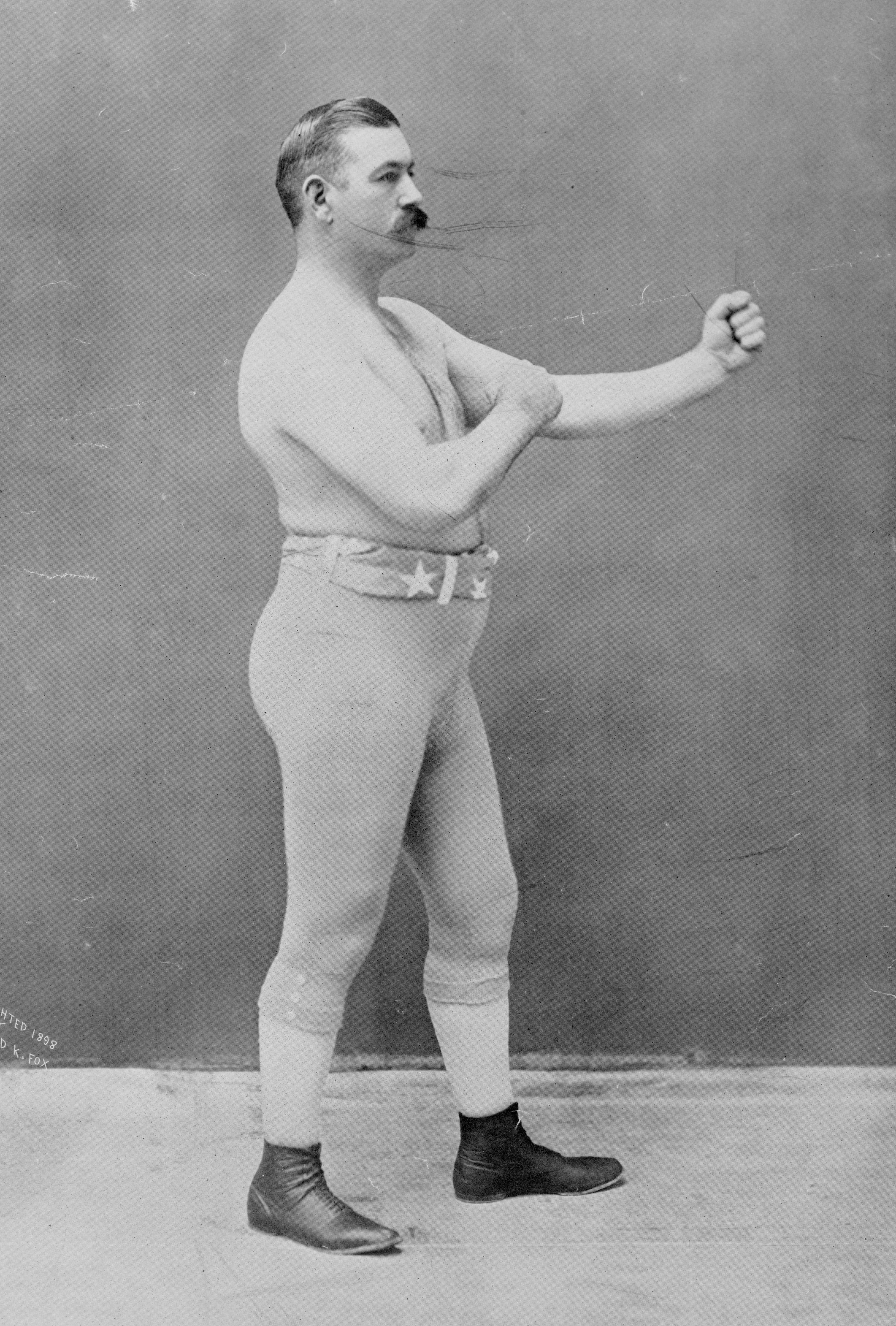
John L. Sullivan en 1898.

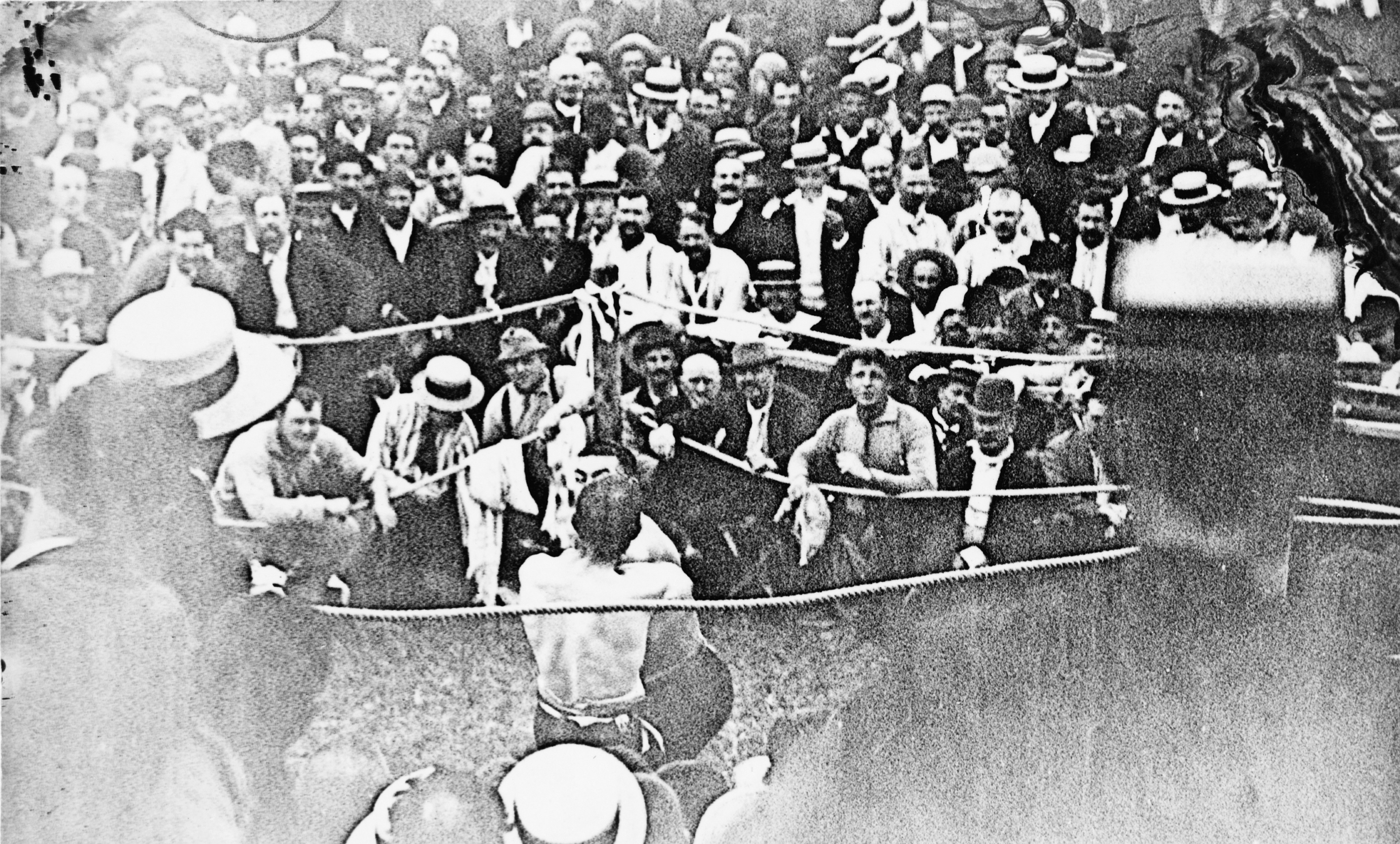
Combat Sullivan-Kilrain (1889).

Le combat qui l’oppose à Kilrain marque un tournant dans l’histoire de la boxe car c’est le dernier à se livrer à mains nues pour le titre de champion poids lourds (suivant en cela les règles de la London Prize Ring).
C’est également la première fois que les journalistes rapportent dans leurs colonnes le déroulement des entraînements dans leurs moindres détails et spéculent sur le nom du vainqueur… et sur le lieu où se tiendra le combat.
Prévu initialement à La Nouvelle-Orléans, le gouverneur de Louisiane a en effet interdit l’organisation de cette réunion de boxe dans son état. Finalement, le 7 juillet 1889, environ 3 000 spectateurs prennent place à bord d’un train dont la destination est tenue secrète. Le terminus sera la gare de Richburg, une ville au sud de Hattiesburg dans le Mississippi.

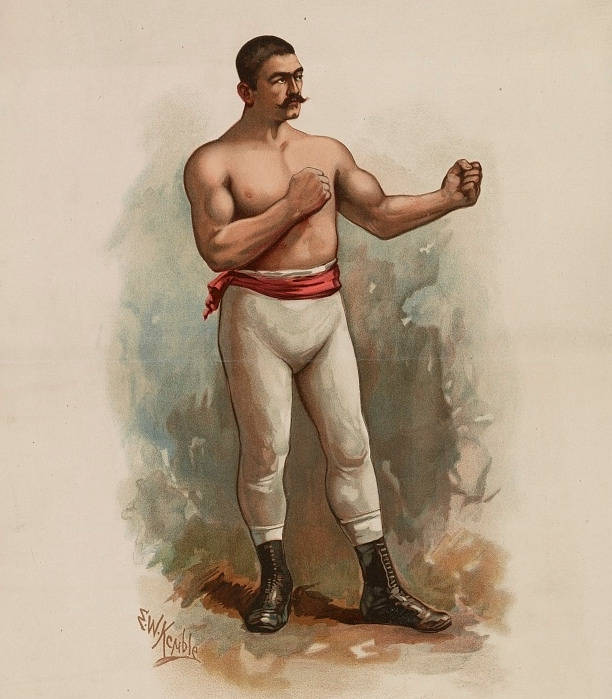
Illustration en couleur de Sullivan, 1883.

Le combat commence à 10h30 le lendemain matin. Sullivan ne semble pas dans un bon jour, mis en difficulté par Kilrain et par des ennuis gastriques qui l’obligent à vomir pendant le 44e round. Au plus mal, le champion réussit à trouver un second souffle et c’est en fait le manager de Kilrain qui se voit contraint de jeter l’éponge après le 75e round.
Toujours invaincu, Sullivan ne défendra pas son titre les 4 années suivantes et ne le remettra en jeu que le 7 septembre 1892 face au jeune et brillant technicien James Jim Corbett (de 8 ans son cadet) perdant par KO au 21e round.
John Lawrence Sullivan est considéré de nos jours comme le dernier champion à mains nues, c'est-à-dire avant la généralisation des combats organisés selon les règles du Marquis de Queensberry. Cette distinction est à vrai dire un peu surfaite dans la mesure où il ne livra que 3 combats à mains nues dans toute sa carrière (face à Paddy Ryan en 1882, Charley Mitchell en 1888 et Jake Kilrain en 1889).

## L'après carrière
Sullivan prend sa retraite à 34 ans mais il participera à des exhibitions les 12 années suivantes. Il sera aussi tour à tour acteur, speaker, juge de baseball, reporter sportif, propriétaire de bar et apportera son soutien à différents mouvements anti-alcooliques. Il meurt à l’âge de 59 ans des suites d’une maladie liée à sa consommation excessive d’alcool dans sa jeunesse et est enterré à Mattapan à proximité de Boston.

## Distinction
- John L. Sullivan est membre à titre posthume par l’International Boxing Hall of Fame depuis sa création en 1990.

## Culture populaire
John L. Sullivan est le sujet du mème de l'Overly Manly Man (c'est-à-dire, l'homme trop viril).
La chanson The Hand of John L. Sullivan des Flogging Molly fait référence à John L. Sullivan.
Frank Tuttle lui consacre un film en 1945, Le Grand John (The Great John L.).

## Référence
- (en) Cet article est partiellement ou en totalité issu de l’article de Wikipédia en anglais intitulé « John L. Sullivan » (voir la liste des auteurs).

1. ↑  (fr) La boxe et la loi (lefigaro.fr)
2. ↑  (en) John L. Sullivan vs. James J. Corbett (boxrec.com)
3. ↑  Exemple de mème utilisant une photo de Sullivan sur memegenerator.net